# (1334) Lundmarka
(1334) Lundmarka es el asteroide número 1334 situado en el cinturón principal. Fue descubierto por el astrónomo Karl Wilhelm Reinmuth  desde el observatorio de Heidelberg, el 16 de julio de 1934. Su designación alternativa es 1934 OB. Está nombrado en honor del astrónomo sueco Knut Emil Lundmark (1889-1958).